# Pomponius Porphyrio
Pomponius Porphyrio (200 körül – 250 körül) Horatius nagytekintélyű kommentátora, római scholiaszta, nyelvész, filológus, irodalmár. Nyelvi-stilisztikai jegyzetei évszázadokon át segítették Horatius értelmezését, munkái felépítésének megértését, irodalomtörténeti kérdések tisztázására bizonyultak alkalmasnak, a Horatius-szöveg hagyományozódásának rekonstruálásához ma is nélkülözhetetlen segédeszköz. Vannak költők, akikről csak az ő megjegyzései, idézetei révén szereztünk tudomást. Kommentárjai bepillantást nyújtanak a görög tradíciókat továbbvivő késő császárkori római iskolai és nevelési rendszerbe, annak céljaiba, tartalmába, módszereibe és körülményeibe, fölfedik, hogy milyen kategóriákban gondolkodtak a tanítás fő tárgyát képező klasszikus szerzőkről a késő császárkori iskolákban, és következtetni lehet belőlük a harmadik században élt római elit képzettségének átlagos színvonalára is.
Iskolai szükségletre készült művének sok töredékét megőrizték a scholionok, összegyűjtve 1874-ben jelentek meg először.

## Élete
Porphyrio életére csak a szövegeiből következtethetünk. Részben nyelvi alapon, részben mivel Afrikára vonatkozóan sok és jó információt közöl, valószínűsíthető, hogy afrikai származású. Ugyanakkor kimutatták azt is, hogy az Afrikára vonatkozó közlések nem haladják meg a korban szokásos kézikönyvekben található ismereteket. A kézikönyvek használata azonban csak feltételezés, Porphyrio nem említi meg őket, hiszen a kor szokásai nem követelték meg, hogy megnevezze egy-egy közlés forrását: szokásos volt az információt éppúgy mint az idézetet megemlítetlenül is másodkézből venni. Ha egyáltalán jelzi az átvételt, akkor is többnyire csak egy „quidam”, „alii”, „nonulli”, „sunt qui” ... lép a forrásmegadás helyébe.
A kommentárjai Róma városának helyismeretét mutatják, ezért elterjedt feltételezés, hogy a fővárosban élt. Azonban ezekre a közlésekre is áll, hogy akár kézikönyvből merített ismeretek is lehettek. Bizonyossággal csak annyi mondható, hogy rómainak tekintette magát.
Hasonló módon következtetésekre kell hagyatkoznunk akkor is, ha azt keressük, hogy mikor is élt. Nem élhetett korábban azoknál, mint akiket kommentált vagy akikre hivatkozott, például Q. Terentius Scaurus és Suetonius, mindketten a második évszázadból. Az időben felső határt az szabja meg, hogy nyoma maradt annak, hogy már a harmadik században hivatkoztak rá, idéztek tőle. Így tudni véljük, hogy a harmadik század első felében élhetett.
A ránk maradt szövegek nyelvhasználatából későbbi, mintegy ötödik századi keletkezést is ki lehetne következtetni, ha nem lenne valószínű, hogy szerkesztéskor és másoláskor a szövegek nyelvét aktualizálták, meg is hamisították, hiszen a másolók gondossága és professzionalitása nagy változatosságot mutatott egyénenként is, és talán koronként is. Mindenesetre abból, hogy egy scholiaszta mennyire részletezően megy bele egy szövegrész nyelvével kapcsolatos magyarázatba, következtethetünk arra, hogy korának nyelve mennyire volt már eltávolodva a szövegrész keletkezésének korától.
Az általa megemlített tényekből azt a következtetést lehet levonni, hogy az ő idején a kereszténység még nem volt nagyon elterjedt.

## Munkássága
Kommentárjait Horatius munkáinak margójára írta lapszéli glosszaként, iskolai célú jegyzetként. Kommentárjai Horatius költeményeinek tanításához és tanulásához szolgáltak segédeszközül, és az ezekhez kapcsolódó felolvasáshoz. A felolvasás a tanulással is együtt járt, mert az antik kor szokásainak megfelelően még a magányosan olvasók is többnyire fennhangon tették ezt. A megjegyzések egy kis része éppen arra vonatkozott, hogy miként kell a szöveget hangsúlyozni, mások némi nyelvtani magyarázatot is nyújtottak, értelmezték a nyelvi fordulatokat, a szóhasználatokat vagy rávilágítottak a szöveg szerkezetére. Részben szintén a felolvasást, de egyben az értelmezést is szolgálták a szövegben megszólaló személyek érzelmeire vonatkozó olyan megjegyzések, mint csodálkozás, döbbenet, szarkazmus, harag, fájdalom, és a szöveg pátoszának gyakori kiemelése is ebbe a körbe tartozik. Megjegyzendő, hogy a megjelölt érzelmek skálája nem túlságosan széles. Mimikára és gesztusokra vonatkozó előírásokkal nem élt Porphyrio, mindez már az érzelmi tartalom feltárása alapján az előadóra, tehát a tanárra vagy a tanítványra várt.
Porphyrio kommentárjai sokszor közöltek háttérismereteket a szövegben előforduló nevekről, helyekről, szokásokról, vagy kapcsolatot teremtettek más szövegrészekkel. Olykor azt tisztázták mi is a beszédhelyzet, hogy éppen kit is szólaltat meg Horatius az illető szövegrészben, vagy hogy a szöveg melyik pontján változik a beszélő személye, és különösen gyakran a címzett személyt vagy a megszemélyesített tárgyat jelölték meg a megjegyzések.
A kommentárok eredeti lapszéli formájukban, amikor is a csonkítatlan Horatius-szövegben feltehetően valamilyen jel mutatta, hogy mire is vonatkozik a megjegyzés, nem maradtak ránk. Tanulók és scholiasták nemzedékei másolták és újramásolták őket, hamarosan el is szakították a Horatius szövegektől, önálló jegyzetként kezelték őket. Ezért új szerkezetet kellett adni a szövegnek: előre kerül a Horatius szövegből kiragadott szó vagy szókapcsolat, ez a „lemma”, és ezt követi a magyarázat. A lemma megválasztása olykor bizony nem túl szerencsés kézzel, nem a kommentárhoz szabva történt. Idővel már az így szerkesztett jegyzetek kaptak hol lapszéli kommentárokat, hol pedig közvetlen módosításokat, további kiegészítéseket, és akarva-akaratlan el is hagytak belőle részeket.
Elírások is csúsztak a másolatokba a scholiasták egymásutánjának kezétől. A már eleve nem szolgai módon készült, hanem értelmező másolatok különböző irányba vándorolva más-más kezeken mentek át, és ezeken a különböző utakon aztán eltérő módosulások érték őket. Éppen az eltérések sietnek a segítségére annak, aki az eredeti Porphyrio-szövegek kibontásán fáradozik. A kutatómunkát azonban nem könnyíti meg, hogy alighanem az is megesett, hogy két különböző úton átörökített anyagot eggyé összefésülve jelentettek meg. Másként megtoldott anyagok összefésülésre utalhatnak azok a ritka esetek, ahol egymással ellentmondó kommentárok szerepelnek egyazon anyagon belül.